# Баговица
Ба́говица (укр. Баговиця) — село в Каменец-Подольском районе Хмельницкой области Украины.
Население по переписи 2001 года составляло 727 человек. Почтовый индекс — 32373. Телефонный код — 3849. Занимает площадь 2,463 км².

## Местный совет
32372, Хмельницкая обл., Каменец-Подольский р-н, с. Устье